# Zamršje
Zamršje is een plaats in de gemeente Karlovac in de Kroatische provincie Karlovac. De plaats telt 219 inwoners (2001).